# Altiplano-Chinchillamaus
Die Altiplano-Chinchillamaus (Chinchillula sahamae) ist ein Nagetier der Hochanden Perus, Boliviens, Argentiniens und Chiles. Sie ist die einzige Art der Gattung Chinchillula. Sie lebt auf dem Altiplano in Höhen zwischen 3500 und 5000 m und ist dort mit anderen spezialisierten Nagetieren des Hochgebirges, zum Beispiel Puna-Mäusen und Hasenmäusen, vergesellschaftet.
Die Kopfrumpflänge beträgt 13 bis 18 cm, hinzu kommt ein 9 bis 11 cm langer Schwanz. Das Fell ist oberseits graubraun und schwarz gefärbt, die Unterseite ist schneeweiß, doch schwarze Streifen reichen bis zu den Hüften abwärts. Das Fell ist seidenweich und erinnert an das der Chinchillas, mit denen diese Neuweltmaus aber nicht verwandt ist. Diese Eigenschaft sorgt dafür, dass Chinchillamäuse wie Chinchillas in Fallen gefangen werden. Das Fell ist im internationalen Pelzhandel ohne Bedeutung, wird aber regional zu Kleidern verarbeitet. Durch die Fallenjagd ist die Art regional sehr selten geworden, so ist sie zum Beispiel in Chile beinahe ausgestorben. Insgesamt ist ihr Bestand allerdings nicht bedroht.